# 時裝週

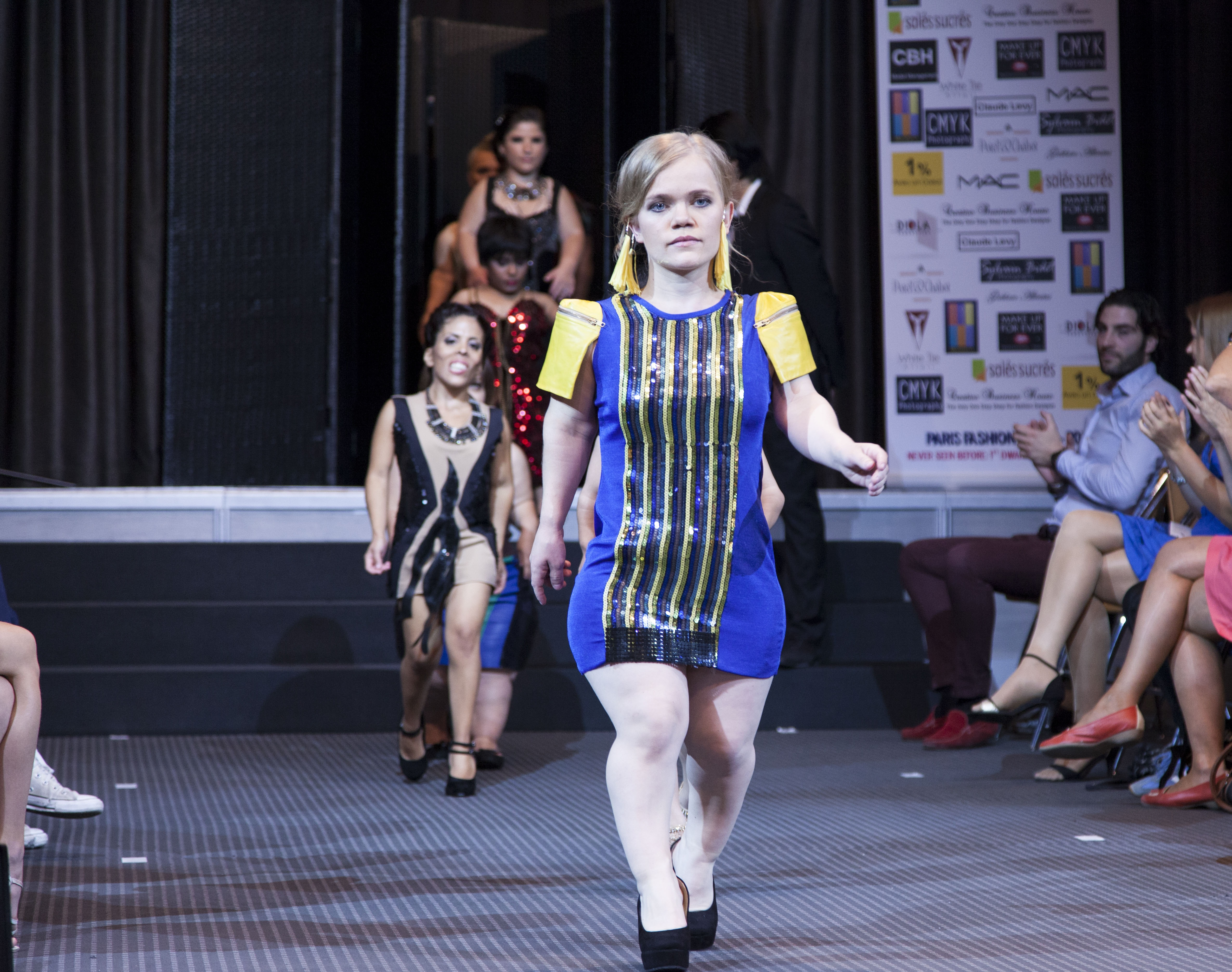
第一届矮子时装周

時裝週，多個服裝品牌在一周左右時間集中展示的展会。常見的安排為半年一次。為獲得影響力時裝周通常在大都會舉辦，主辦方組織模特穿著新款服裝走秀展示給服裝店，分銷商等買手。并邀請明星和記者，攝影師，網絡紅人等出席以獲得關注。千禧年以來越來越多的城市舉辦時裝周，以推廣當地服飾文化和生活方式。

## 術語
- Look：打扮，裝束，行頭。
- Buyer：時尚買手，關鍵是選品以凸顯其審美風格。
- Stylist：造型师。

## 著名时装周
- 巴黎时装週
- 米蘭時裝週
- 纽约时装週
- 倫敦時裝週
- 东京时装周
- 首爾時裝周
- 上海時裝週
- 新加坡時裝週
- 馬德里時裝周
- 柏林时装周
- 洛杉磯時裝周

## 危机
2018年，英國設計師Misha Nonoo於文章中表示，由於生產週期由數月縮短至幾天，同時不少設計師和品牌已不再需要經過百貨公司等渠道，可以自行直接向消費者銷售（快時尚）。因此，提早半年以上的時裝周對訂貨已經無太大意義。另一方面，隨著社交媒體影響力日增，品牌不必為了製造奇觀，花費數以百萬美元在時裝表演上作宣傳。及後時裝界不少人在反思時裝週是否可以繼續舉辦下去。

## 延伸阅读
- 時裝表演